# Trogloditídeos
Os trogloditídeos (Troglodytidae) são uma família de aves passeriformes que ocorrem predominantemente no Novo Mundo, apresenta espécies conhecidas como carriças, corruíras, cambaxirras, garrinchas, garrinchões e uirapurus. A família inclui 88 espécies divididas em 19 gêneros. Apenas a carriça-eurasiática (Troglodytes troglodytes) ocorre no Velho Mundo, onde, nas regiões lusófonas, é comumente conhecida apenas como "carriça", pois é o nome de origem. O termo "carriça" foi aplicado a outras aves não relacionadas com a família dos trogloditídeos, particularmente as carriças neozelandesas (Acanthisittidae) e as carriças australianas (Maluridae). Na taxonomia de Sibley-Ahlquist era considerada uma subfamília de Certhiidae.
A maioria das aves dessa família são pequenas e imperceptíveis, embora tenham cantos altos e frequentemente complexos. As exceções incluem os membros relativamente grandes do gênero Campylorhynchus, que podem ser bastante ousados em seu comportamento. Possuem asas curtas que as impedem de fazerem voos longos (motivo pelo qual existe a separação de várias espécies de uirapurus pela Bacia Amazônica), que são barradas na maioria das espécies e geralmente mantêm suas caudas eretas. São principalmente insetívoros, comendo insetos, aranhas e outros pequenos invertebrados, mas muitas espécies também comem matéria vegetal e algumas comem pequenos sapos e lagartos.

## Descrição
São pássaros de pequeno porte. A carriça-eurasiática está entre os menores pássaros em sua distribuição, enquanto as espécies menores das Américas estão entre os menores passeriformes daquela parte do mundo. Variam em tamanho desde a corruíra-de-barriga-branca (Uropsila leucogastra), que tem em média menos de 10 cm e 9 g, até a garrincha-gigante (Campylorhynchus chiapensis) que tem em média cerca de 22 cm e pesa quase 50 g. As cores dominantes de sua plumagem são geralmente monótonas, compostas de cinza, marrom, preto e branco, e a maioria das espécies mostra algum destaque em cores claras, especialmente na cauda ou nas asas. Nenhum dimorfismo sexual é visto na plumagem das espécies dessa família, e existe pouca diferença entre pássaros jovens e adultos. Todos têm bicos razoavelmente longos, retos a ligeiramente decurvados (curvos para baixo).
Tem cantos altos e muitas vezes complexas, às vezes dadas em dueto. As canções dos uirapurus (membros dos gêneros Cyphorhinus e Microcerculus) foram consideradas especialmente agradáveis ao ouvido humano, levando a nomes comuns como musicista, flautista e rouxinol.

## Distribuição

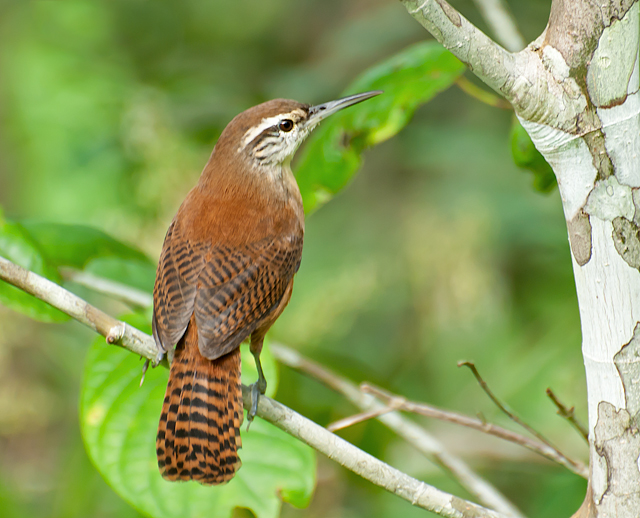
O garrinchão-de-bico-grande (Cantorchilus longirostris) é uma espécie de garrinchão endêmica do Brasil, que ocorre na mata atlântica costeira e na caatinga.

Os trogloditídeos são uma família de origem do Novo Mundo, distribuída do Alasca e Canadá até o Brasil e Argentina, com a maior quantidade de espécies nos Neotrópicos. Como sugerido por seu nome, a carriça-eurasiana é a única espécie encontrada fora das Américas, restrita à Europa, Ásia e norte da África, que antigamente era considerada coespecífica com a Troglodytes hiemalis e a Troglodytes pacificus. As espécies insulares incluem a Troglodytes tanneri e a Troglodytes sissonii das Ilhas Revillagigedo, no Oceano Pacífico, e a Troglodytes cobbi nas Ilhas Malvinas, mas poucas ilhas caribenhas têm espécie de cambaxirras endêmicas, com apenas algumas subespécies da corruíra nas Pequenas Antilhas e Ilha de Cozumel, além da Ferminia cerverai altamente restrita em um único pântano de Cuba.
As várias espécies ocorrem em uma ampla variedade de habitats, variando de regiões secas e com poucas árvores a florestas tropicais. A maioria das espécies é encontrada principalmente em altitudes baixas, mas membros do gênero Campylorhynchus são frequentemente encontrados em níveis mais elúnicos  e os dois unicos membros do gênero Odontorchilus estão restritos ao dossel da floresta. Algumas espécies, notavelmente a corruíra e a carriça, são frequentemente associadas aos humanos, por vezes nidificando até em casas. A maioria das espécies é residente, permanecendo na América Central e do Sul durante todo o ano, mas as algumas espécies encontradas em regiões temperadas do Hemisfério Norte são migratórias, passando o inverno mais ao sul.

## Géneros e espécies
Esta família agrupa 19 gêneros e 88 espécies. Estes são os gêneros e espécies que compõem esta família de acordo com estudos genéticos e filogenéticos, e seguindo a ordem de classificação do Congresso Ornitológico Internacional (IOC - Versão 4.4, 2014):
- Gênero Campylorhynchus
  - Campylorhynchus zonatus
  - Campylorhynchus griseus
  - Campylorhynchus jocosus
  - Campylorhynchus brunneicapillus
  - Campylorhynchus fasciatus
  - Campylorhynchus chiapensis
  - Campylorhynchus megalopterus
  - Campylorhynchus rufinucha
  - Campylorhynchus humilis
  - Campylorhynchus capistratus
  - Campylorhynchus gularis
  - Campylorhynchus nuchalis
  - Campylorhynchus turdinus
  - Campylorhynchus albobrunneus
  - Campylorhynchus yucatanicus

- Gênero Odontorchilus
  - Odontorchilus branickii
  - Odontorchilus cinereus

- Gênero Salpinctes
  - Salpinctes obsoletus

- Gênero Catherpes
  - Catherpes mexicanus

- Gênero Hylorchilus
  - Hylorchilus navai
  - Hylorchilus sumichrasti

- Gênero Cinnycerthia
  - Cinnycerthia fulva
  - Cinnycerthia peruana
  - Cinnycerthia unirufa
  - Cinnycerthia olivascens

- Gênero Cistothorus
  - Cistothorus apolinari
  - Cistothorus palustris
  - Cistothorus meridae
  - Cistothorus stellaris
  - Cistothorus platensis

- Gênero Thryomanes
  - Thryomanes bewickii

- Gênero Ferminia
  - Ferminia cerverai

- Gênero Pheugopedius
  - Pheugopedius genibarbis
  - Pheugopedius coraya
  - Pheugopedius mystacalis
  - Pheugopedius euophrys
  - Pheugopedius fasciatoventris
  - Pheugopedius atrogularis
  - Pheugopedius spadix
  - Pheugopedius sclateri
  - Pheugopedius felix
  - Pheugopedius eisenmanni
  - Pheugopedius rutilus
  - Pheugopedius maculipectus

- Gênero Thryophilus
  - Thryophilus sernai
  - Thryophilus rufalbus
  - Thryophilus nicefori
  - Thryophilus sinaloa
  - Thryophilus pleurostictus

- Gênero Cantorchilus
  - Cantorchilus thoracicus
  - Cantorchilus leucopogon
  - Cantorchilus modestus
  - Cantorchilus zeledoni
  - Cantorchilus semibadius
  - Cantorchilus nigricapillus
  - Cantorchilus superciliaris
  - Cantorchilus leucotis
  - Cantorchilus guarayanus
  - Cantorchilus longirostris
  - Cantorchilus griseus
  - Cantorchilus elutus

- Gênero Thryothorus
  - Thryothorus ludovicianus

- Gênero Troglodytes
  - Troglodytes aedon
  - Troglodytes cobbi
  - Troglodytes sissonii
  - Troglodytes tanneri
  - Troglodytes rufociliatus
  - Troglodytes ochraceus
  - Troglodytes solstitialis
  - Troglodytes monticola
  - Troglodytes rufulus
  - Troglodytes troglodytes
  - Troglodytes pacificus
  - Troglodytes hiemalis

- Gênero Thryorchilus
  - Thryorchilus browni

- Gênero Uropsila
  - Uropsila leucogastra

- Gênero Henicorhina
  - Henicorhina leucoptera
  - Henicorhina leucophrys
  - Henicorhina leucosticta
  - Henicorhina negreti

- Gênero Microcerculus
  - Microcerculus ustulatus
  - Microcerculus marginatus
  - Microcerculus philomela
  - Microcerculus bambla

- Gênero Cyphorhinus
  - Cyphorhinus thoracicus
  - Cyphorhinus arada
  - Cyphorhinus phaeocephalus